# 松井友香
松井 友香（まつい ゆか、1977年10月24日 - ）は、日本の元女優、元タレント、元グラビアアイドル。旧所属事務所はプロシード。埼玉県さいたま市北区出身。さいたま市立日進中学校、堀越高等学校卒業。既婚者。

## 来歴・人物
1996年、特撮テレビ番組『超光戦士シャンゼリオン』で学業専念のために降板した林美恵に代わり、主人公を振り回すヒロイン桐原るいを演じた。だが第34話・35話の収録期間中、交通事故に遭い第36話で唐突に退場する形となった。翌年から『出動!ミニスカポリス』において、2代にわたってミニスカポリスを演じた。
『出動!ミニスカポリス』メンバー交代後は、フォーミュラ・ニッポンの「LEMONeD・チームルマン」にレースクイーンとして数回スポット参加したものの、その後の目立った活動はほとんどなく、公式サイトも閉鎖されている。
現在は引退して結婚し、2010年5月に第一子が誕生。

## 出演

### バラエティ番組
- はなきんデータランド （出演時期不明、テレビ朝日）
- グラビアの美少女 （1996年、MONDO21）
- Y2club （1996年4月7日 - 1997年3月30日、テレビ東京） - 「ワイワイギャルズ」のメンバーとして出演
- 出動!ミニスカポリス （1997年 - 1999年、テレビ東京） - 4代目ポリス、5代目ポリス
- 王様のブランチ （1997年6月 - 9月、TBS）
- 男前 （1999年4月 - 9月、テレビ東京）

### テレビドラマ
- 超光戦士シャンゼリオン （1996年、テレビ東京） - 桐原るい 役
- 土曜ワイド劇場 西村京太郎トラベルミステリー[3] （2001年 - 2003年、テレビ朝日） - 池田いずみ 役

### オリジナルビデオ
- ブラックマネー （1995年、KSS） - ユキコ役
- JUSKISS ジャスキス （1996年、バップ）
- はやく起きてヨ! （1997年、GPミュージアムソフト）
- 夜光蟲 （1999年、アートポート）
- 稲川淳二の呪界 （2000年、KSS）

### CM
- ロッテ 「クランキーキッズストロベリー」 （放映時期不明）
- ロッテ 「トッポ」 （放映時期不明）
- 堀川 「中華まん」 （東北のみ、放映時期不明）

## ビデオ・DVD
- ここは南の島女の子でいっぱい（初代ココミナガールズ 加山花衣、小暮南、本田祥子、松岡奈々、安めぐみ）フォトCD・写真集 1996年 ※チームルマン兼、制作：プロシード
- ファイナル・ビューティー （VHS：1998年、DVD：1999年、竹書房）
DVDには特典映像が追加された。
- ミニスカポリスDVD 4 （2004年、ラブロス） ※DVDのみ

## 書籍

### 写真集
- MYU MYU （1996年、ぶんか社）
- YUKA MATSUI （1999年、光進社）